# Ellen Perez
Ellen Perez (* 10. Oktober 1995 in Shellharbour, New South Wales) ist eine australische Tennisspielerin.

## Karriere
Perez spielte bis etwa 2019 vorrangig auf dem ITF Women’s Circuit, wo sie bislang zwei Titel im Einzel und 19 im Doppel gewinnen konnte.
Im Januar 2014 erreichte sie das Viertelfinale im Einzel bei dem mit 50.000 US-Dollar dotierten ITF-Turnier in Burnie. Im Doppel konnte sie im Dezember 2013 beim $10.000-Hartplatzturnier in Hongkong an der Seite ihrer Partnerin Abbie Myers ihren ersten Titel gewinnen.
Bei den ITA National Intercollegiate Indoor Championships 2015 schied sie als viertgesetzte in der zweiten Runde aus, ebenso wie bei den NCAA Division I Tennis Championships 2016.
Für die Australian Open erhielt sie 2016 eine Wildcard für das Hauptfeld im Doppel. An der Seite ihrer Landsfrau Belinda Woolcock scheiterte sie allerdings in der ersten Runde mit 4:6 und 2:6 gegen Jessica Moore und Storm Sanders. Im Juni und im Juli 2016 gewann Perez mit wechselnden Partnerinnen gleich vier Doppelturniere, wodurch sie im August auf Platz 400 der Doppelweltrangliste geführt wurde. Für das Hauptfeld des Dameneinzel der US Open 2016 erhielt sie eine Wildcard.

## Turniersiege

### Einzel
| Nr. | Datum         | Turnier | Kategorie   | Belag     | Finalgegnerin        | Ergebnis         |
| --- | ------------- | ------- | ----------- | --------- | -------------------- | ---------------- |
| 1.  | 10. Juli 2016 | Brüssel | ITF $10.000 | Sand      | Kimberley Zimmermann | 6:2, 6:3         |
| 2.  | 28. Juli 2019 | Ashland | ITF W60     | Hartplatz | Zoe Hives            | 6:2, 3:2 Aufgabe |

### Doppel
| Nr. | Datum             | Turnier              | Kategorie         | Belag     | Partnerin                | Finalgegnerinnen                      | Ergebnis                 |
| --- | ----------------- | -------------------- | ----------------- | --------- | ------------------------ | ------------------------------------- | ------------------------ |
| 1.  | 13. Dezember 2013 | Hongkong             | ITF $10.000       | Hartplatz | Abbie Myers              | Chuang Chia-jung Lee Ya-hsuan         | 4:6, 6:3, [10:8]         |
| 2.  | 25. Juni 2016     | Baton Rouge (1)      | ITF $25.000       | Hartplatz | Lauren Herring           | Jamie Loeb Ingrid Neel                | 6:3, 6:3                 |
| 3.  | 8. Juli 2016      | Brüssel              | ITF $10.000       | Sand      | Carolina Meligeni Alves  | Karin Kennel Helene Scholsen          | 6:2, 6:3                 |
| 4.  | 21. Juli 2016     | Saint Gervais        | ITF $10.000       | Sand      | Abbie Myers              | Fatma Al Nabhani Estelle Cascino      | 7:65, 6:2                |
| 5.  | 29. Juli 2016     | Maaseik              | ITF $10.000       | Sand      | Sally Peers              | Deborah Kerfs Chiara Scholl           | 6:2, 6:2                 |
| 6.  | 24. Juni 2017     | Baton Rouge (2)      | ITF $25.000       | Hartplatz | Luisa Stefani            | Francesca Di Lorenzo Julia Elbaba     | 6:3, 6:4                 |
| 7.  | 29. Juli 2017     | Granby (1)           | ITF $60.000       | Hartplatz | Carol Zhao               | Alexa Guarachi Olivia Tjandramulia    | 6:2, 6:2                 |
| 8.  | 5. August 2017    | Fort Worth           | ITF $25.000       | Hartplatz | Giuliana Olmos           | Miharu Imanishi Ayaka Okuno           | 6:4, 6:3                 |
| 9.  | 9. Februar 2018   | Launceston           | ITF $25.000       | Hartplatz | Jessica Moore            | Laura Robson Walerija Sawinych        | 7:65, 6:4                |
| 10. | 16. Februar 2018  | Perth                | ITF $25.000       | Hartplatz | Jessica Moore            | Olivia Tjandramulia Belinda Woolcock  | 6:76, 6:1, [7:9] Aufgabe |
| 11. | 8. Juni 2018      | Surbiton             | ITF $100.000      | Rasen     | Jessica Moore            | Arina Rodionova Yanina Wickmayer      | 4:6, 7:5, [10:3]         |
| 12. | 28. Juli 2018     | Granby (2)           | ITF $60.000       | Hartplatz | Arina Rodionova          | Erika Sema Aiko Yoshitomi             | 7:5, 6:4                 |
| 13. | 12. August 2018   | Landisville          | ITF $60.000       | Hartplatz | Arina Rodionova          | Chen Pei-hsuan Wu Fang-hsien          | 6:0, 6:2                 |
| 14. | 27. Oktober 2018  | Bendigo              | ITF $60.000       | Hartplatz | Arina Rodionova          | Eri Hozumi Risa Ozaki                 | 7:5, 6:1                 |
| 15. | 3. November 2018  | Canberra             | ITF $60.000       | Hartplatz | Arina Rodionova          | Destanee Aiava Naiktha Bains          | 6:75, 6:3, [10:7]        |
| 16. | 26. Januar 2019   | Burnie (1)           | ITF W60           | Hartplatz | Arina Rodionova          | Irina Chromatschowa Maryna Zanevska   | 6:4, 6:3                 |
| 17. | 25. Mai 2019      | Straßburg            | WTA International | Sand      | Daria Gavrilova          | Duan Yingying Han Xinyun              | 6:4, 6:3                 |
| 18. | 17. November 2019 | Houston              | WTA Challenger    | Hartplatz | Luisa Stefani            | Sharon Fichman Ena Shibahara          | 1:6, 6:4, [10:5]         |
| 19. | 31. Januar 2020   | Burnie (2)           | ITF W60           | Hartplatz | Storm Sanders            | Desirae Krawczyk Asia Muhammad        | 6:3, 6:2                 |
| 20. | 13. März 2021     | Guadalajara          | WTA 250           | Hartplatz | Astra Sharma             | Desirae Krawczyk Giuliana Olmos       | 6:4, 6:4                 |
| 21. | 23. Oktober 2021  | Teneriffa            | WTA 250           | Hartplatz | Ulrikke Eikeri           | Ljudmyla Kitschenok Marta Kostjuk     | 6:3, 6:3                 |
| 22. | 6. März 2022      | Bendigo              | ITF W25           | Hartplatz | Jaimee Fourlis           | Gabriella Da Silva Fick Alana Parnaby | 6:1, 6:1                 |
| 23. | 12. Juni 2022     | ’s-Hertogenbosch     | WTA 250           | Rasen     | Tamara Zidanšek          | Weronika Kudermetowa Elise Mertens    | 6:3, 5:7, [12:10]        |
| 24. | 27. August 2022   | Cleveland            | WTA 250           | Hartplatz | Nicole Melichar-Martinez | Anna Danilina Aleksandra Krunić       | 7:5, 6:3                 |
| 25. | 6. Mai 2023       | Reus                 | WTA Challenger    | Sand      | Storm Hunter             | Alexa Guarachi Erin Routliffe         | 6:1, 7:68                |
| 26. | 14. Mai 2023      | Castell-Platja d’Aro | ITF W25           | Sand      | Ashley Lahey             | Francisca Jorge Matilde Jorge         | 6:3, 3:6,[12:10]         |
| 27. | 3. März 2024      | San Diego            | WTA 500           | Hartplatz | Nicole Melichar-Martinez | Desirae Krawczyk Jessica Pegula       | 6:1, 6:2                 |
| 28. | 4. Mai 2024       | Lleida               | WTA Challenger    | Sand      | Nicole Melichar-Martinez | Katarzyna Piter Mayar Sherif          | 7:5, 6:2                 |
| 29. | 29. Juni 2024     | Bad Homburg          | WTA 500           | Rasen     | Nicole Melichar-Martinez | Chan Hao-ching Weronika Kudermetowa   | 4:6, 6:3, [10:8]         |
| 30. | 8. Februar 2025   | Abu Dhabi            | WTA 500           | Hartplatz | Jeļena Ostapenko         | Kristina Mladenovic Zhang Shuai       | 6:2, 6:1                 |

## Karrierestatistik und Turnierbilanz

### Einzel
| Turnier         | 2016 | 2017 | 2018 | 2019 | 2020 | 2021 | 2022 | 2023 | Karriere |
| --------------- | ---- | ---- | ---- | ---- | ---- | ---- | ---- | ---- | -------- |
| Australian Open | —    | Q2   | Q1   | 1    | Q1   | Q2   | Q1   | Q2   | 1        |
| French Open     | —    | —    | —    | —    | —    | Q3   | Q1   | —    | —        |
| Wimbledon       | —    | —    | —    | Q1   |      | 1    | Q1   | —    | 1        |
| US Open         | 1    | —    | —    | Q2   | —    | Q1   | —    | —    | 1        |

Zeichenerklärung: S = Turniersieg; F, HF, VF, AF = Einzug ins Finale / Halbfinale / Viertelfinale / Achtelfinale; 1, 2, 3 = Ausscheiden in der 1. / 2. / 3. Hauptrunde; Q1, Q2, Q3 = Ausscheiden in der 1. / 2. / 3. Qualifikationsrunde; nicht ausgetragen

### Doppel
Die letzte Aktualisierung erfolgte nach dem WTA-Turnier in Bad Homburg 2025.
| Turnier                   | 2016             | 2017              | 2018              | 2019              | 2020              | 2021              | 2022              | 2023              | 2024      | 2025      | T / T      | S/N        | Sieg%      |
| ------------------------- | ---------------- | ----------------- | ----------------- | ----------------- | ----------------- | ----------------- | ----------------- | ----------------- | --------- | --------- | ---------- | ---------- | ---------- |
| Australian Open           | 1                | 1                 | 2                 | 1                 | 1                 | 1                 | 2                 | 2                 | 1         | 2         | 0 / 10     | 4:10       | 29 %       |
| French Open               | –                | –                 | –                 | –                 | 1                 | 2                 | 1                 | HF                | AF        | 1         | 0 / 6      | 6:5        | 55 %       |
| Wimbledon                 | –                | –                 | Q1                | 1                 | n. a.             | 1                 | VF                | 1                 | 2         | AF        | 0 / 6      | 6:6        | 50 %       |
| US Open                   | –                | –                 | –                 | AF                | 1                 | 2                 | HF                | 2                 | VF        |           | 0 / 6      | 11:6       | 65 %       |
| WTA Finals                | –                | –                 | –                 | –                 | n. a.             | –                 | –                 | F                 | HF        |           | 0 / 2      | 5:4        | 56 %       |
| Doha                      | –                | a. K.             | –                 | a. K.             | –                 | a. K.             | AF                | a. K.             | AF        | VF        | 0 / 3      | 3:3        | 50 %       |
| Dubai                     | a. K.            | –                 | a. K.             | –                 | a. K.             | –                 | a. K.             | 1                 | F         | 1         | 0 / 3      | 3:3        | 50 %       |
| Indian Wells              | –                | –                 | –                 | –                 | n. a.             | –                 | –                 | AF                | HF        | VF        | 0 / 3      | 6:3        | 67 %       |
| Miami                     | –                | –                 | –                 | –                 | n. a.             | 1                 | –                 | HF                | AF        | 1         | 0 / 4      | 4:4        | 50 %       |
| Madrid                    | –                | –                 | –                 | –                 | n. a.             | VF                | AF                | 1                 | 1         | AF        | 0 / 5      | 4:5        | 44 %       |
| Rom                       | –                | –                 | –                 | –                 | 1                 | AF                | AF                | –                 | 1         | HF        | 0 / 5      | 5:5        | 50 %       |
| Kanada                    | –                | –                 | –                 | –                 | n. a.             | VF                | F                 | VF                | 1         |           | 0 / 4      | 7:4        | 64 %       |
| Cincinnati                | –                | –                 | –                 | –                 | VF                | AF                | F                 | F                 | HF        |           | 0 / 5      | 13:5       | 72 %       |
| Guadalajara               | n. a. bzw. a. K. | n. a. bzw. a. K.  | n. a. bzw. a. K.  | n. a. bzw. a. K.  | n. a. bzw. a. K.  | n. a. bzw. a. K.  | AF                | 1                 | a. K.     | a. K.     | 0 / 2      | 1:2        | 33 %       |
| Peking                    | –                | –                 | –                 | –                 | nicht ausgetragen | nicht ausgetragen | nicht ausgetragen | VF                | 1         |           | 0 / 2      | 2:2        | 50 %       |
| Wuhan                     | –                | –                 | –                 | 1                 | nicht ausgetragen | nicht ausgetragen | nicht ausgetragen | nicht ausgetragen | VF        |           | 0 / 2      | 1:2        | 33 %       |
| Olympische Spiele         | –                | nicht ausgetragen | nicht ausgetragen | nicht ausgetragen | nicht ausgetragen | VF                | n. a.             | n. a.             | 1         | n. a.     | 0 / 2      | 2:2        | 50 %       |
| Billie Jean King Cup      | –                | –                 | –                 | –                 | HF                | HF                | F                 | RR                | VF        | q         | 0 / 5      | 4:3        | 57 %       |
| Statistik                 | Statistik        | Statistik         | Statistik         | Statistik         | Statistik         | Statistik         | Statistik         | Statistik         | Statistik | Statistik | S/N        | S/N        | Sieg%      |
| Gewonnene Titel           | 4                | 3                 | 7                 | 3                 | 1                 | 2                 | 3                 | 2                 | 3         | 1         | Gesamt: 29 | Gesamt: 29 | Gesamt: 29 |
| Gesamt-Siege/-Niederlagen | 19:3             | 29:10             | 44:15             | 38:25             | 16:12             | 28:19             | 41:18             | 40:27             | 43:26     | 24:14     | 322:169    | 322:169    | 66 %       |
| Jahresendposition         | 414              | 205               | 88                | 65                | 47                | 42                | 20                | 17                | 13        |           | N/A        | N/A        | N/A        |

Zeichenerklärung: S = Turniersieg; F, HF, VF, AF = Einzug ins Finale / Halbfinale / Viertelfinale / Achtelfinale; 1, 2, 3 = Ausscheiden in der 1. / 2. / 3. Hauptrunde; KF (kleines Finale) = unterlegen im Spiel um Platz drei; RR = Round Robin (Gruppenphase); n. a. = nicht ausgetragen; a. K. = andere Kategorie; PO (Play-off) = Auf- und Abstiegsrunde im Billie Jean King Cup; K1, K2, K3 = Teilnahme in der Kontinentalgruppe I, II, III im Billie Jean King Cup.
Anmerkung: Diese Statistik berücksichtigt alle Ergebnisse im Einzel bei ITF- und WTA-Turnieren. Als Quelle dient die ITF-Seite der Spielerin. Dargestellt sind nur die WTA-Turniere der Kategorien Premier Mandatory und Premier 5 (2009–2020) bzw. die WTA-Turniere der Kategorie 1000 (seit 2021).

### Mixed
| Turnier         | 2018 | 2019 | 2020 | 2021 | 2022 | 2023 | 2024 | 2025 | Karriere |
| --------------- | ---- | ---- | ---- | ---- | ---- | ---- | ---- | ---- | -------- |
| Australian Open | 1    | —    | 1    | AF   | AF   | —    | AF   | VF   | VF       |
| French Open     | —    | —    |      | —    | —    | 1    | VF   | 1    | VF       |
| Wimbledon       | —    | —    |      | —    | AF   | VF   | 1    | 1    | VF       |
| US Open         | —    | —    |      | VF   | AF   | VF   | VF   |      | VF       |

## Weltranglistenpositionen am Saisonende
| Jahr   | 2013 | 2014 | 2015 | 2016 | 2017 | 2018 | 2019 | 2020 | 2021 | 2022 | 2023 | 2024 |
| ------ | ---- | ---- | ---- | ---- | ---- | ---- | ---- | ---- | ---- | ---- | ---- | ---- |
| Einzel | 891  | 655  | 1199 | 629  | 343  | 181  | 241  | 234  | 193  | 363  | 500  | —    |
| Doppel | 957  | 517  | 686  | 413  | 205  | 88   | 65   | 47   | 42   | 20   | 17   | 13   |